# Fake (American Football)

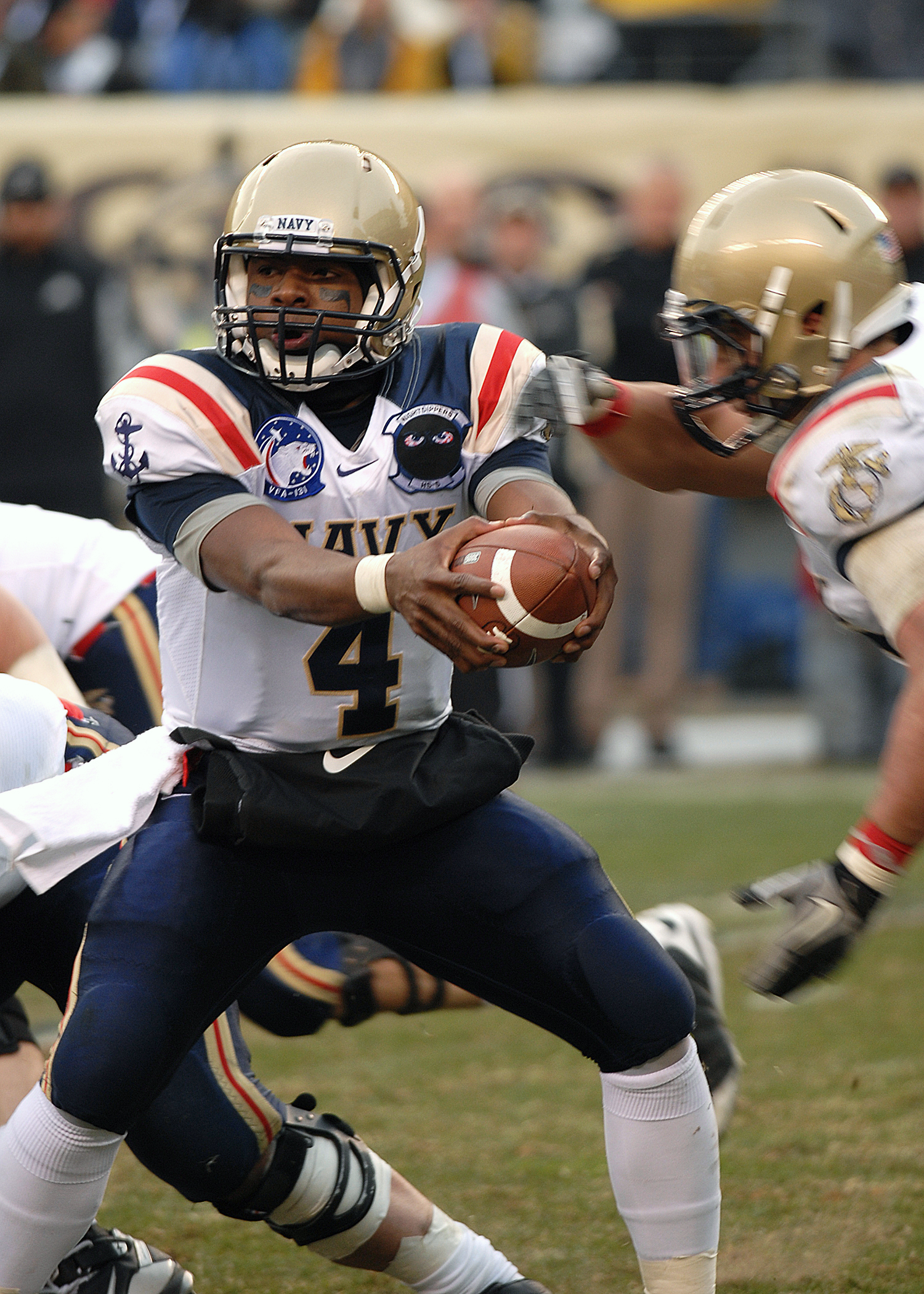
Der Quarterback täuscht die Ballübergabe an den Runningback (und dieser die Übernahme) an

Ein Fake im American Football (englisch für Fälschung od. Täuschung) ist eine angetäuschte Ballübergabe oder ein angetäuschter Pass. Fakes werden im Rahmen der Angriffsstrategie genutzt, um Stellungsfehler in der Verteidigung zu schaffen bzw. auszunutzen. Fakes unterscheiden sich von Trick Plays und Misdirection Plays, da es sich hierbei um einen Bestandteil eines Spielzuges handelt und nicht einen Spielzug an und für sich.

## Run Fake
Ein Run Fake ist eine angetäuschte Ballübergabe, die Unklarheit über den endgültigen Ballempfänger schaffen soll. Dem im Englischen auch als Fake Handoff bezeichneten Run Fake kann sowohl ein Lauf als auch ein Pass folgen. Das Laufspiel mit einer angetäuschten Ballübergabe zielt darauf ab, den beabsichtigten Ballträger zu verschleiern, um dem Läufer so einen Vorteil zu verschaffen. Bei Angriffsformationen mit mehr als einem Runningback versucht ein Run Fake, die Verteidigung durch multiple potenzielle Ballträger zu verwirren. Da der Run Fake aber nicht zwingend eine Ballübergabe bedeutet, kann auch der Quarterback nach einer vollendeten Täuschung den Ball behalten und damit avancieren. 
Der Pass nach einem Run Fake wird gemeinhin als Play-Action bezeichnet. Hierbei versucht die angreifende Mannschaft, sich durch ein vorgetäuschtes Laufspiel dreierlei Vorteile im Passspiel zu erarbeiten. Erstens lenkt eine vorgetäuschte Ballübergabe die Aufmerksamkeit der Defense auf den vermeintlichen Lauf, welches dem Quarterback das unbedrängte Passen gestattet. Da die erfolgreiche Ausführung des Run Fakes Zeit in Anspruch nimmt, ermöglicht es zweitens dem Wide Receiver das Laufen langer Passrouten. Drittens provoziert die vorgetäuschte Ballübergabe Stellungsfehler in der Passverteidigung, welche es den Passempfängern erlaubt, sich aus ihrer Manndeckung zu lösen und ungedeckte Räume zu nutzen. 
Die Ausführung der Run Fake lässt sich variieren, um die Verteidigung auf unterschiedliche Arten zu manipulieren. So kann das Laufspiel durch ein schnelles Heraushalten des Balles angetäuscht werden, welches hauptsächlich zum Hervorrufen von Stellungsfehlern und Unentschlossenheit in der Passverteidigung genutzt wird. Hierbei behält der Quarterback die Verteidigung stets im Blick, um eventuell freilaufende Passempfänger schneller zu orten. Das Laufspiel kann aber auch durch ein Heraushalten des Balles mit anschließendem Abwenden des Quarterbacks vorgetäuscht werden. Nach dem Heraushalten des Balles kehrt der Quarterback der Defense mitsamt dem Ball den Rücken zu, um den vermeintlichen Lauf noch überzeugender wirken zu lassen. Da der Quarterback nicht für einen Ballträger gehalten wird, kann er anschließend frei zum Pass kommen. Die hierdurch gewonnene Zeit in Kombination mit der erfolgreichen Täuschung der Defense ermöglicht den Passempfängern das ungedeckte Zurücklegen weiter Strecken auf dem Spielfeld.

## Pass Fake
Ein Pass Fake ist ein angetäuschter Pass, der Unklarheit über Zeitpunkt, Ziel und Stattfinden des Passes schaffen soll. Im Englischen wird der Pass Fake wegen seiner abgebrochenen Wurfbewegung auch als Pump Fake bezeichnet. Wie der Run Fake kann der Pass Fake Bestandteil sowohl eines Laufspielzuges als auch eines Passspielzuges sein. Ziel eines Pass Fakes ist es, die gegnerische Verteidigung in eine unvorteilhafte Position zu bringen, in dem sie auf ungeworfene Pässe reagiert.  

## Draw bzw. Delay
Ein Pass wird durch den Quarterback vorgetäuscht. Er macht einige Schritte rückwärts, hält den Ball bereit zum Wurf und schaut sich nach freien Receivern um, gibt aber schließlich verzögert doch einen Handoff an einen Ballträger oder läuft selbst. Die Defense reagiert auf den vermeintlichen Pass, indem sie versucht, die tiefen Räume und die Wide Receiver abzudecken. Im Bereich um die Line of Scrimmage entstehen so meist Lücken. Draws bzw. Delays funktioniert am besten nach einer Serie von Passspielzügen.

## Counter
Counter bezeichnen Runs, bei dem der Back eine Richtung antäuscht, indem er einen Schritt dorthin macht, dann aber in eine andere läuft. Durch die Verzögerung sind nebenbei sog. Pull-Manöver möglich, bei denen ein Offensive Lineman nicht wie gewöhnlich geradeaus blockt, sondern hinter der Line nach außen läuft und dort zu blocken versucht. Counter funktioniert am besten gegen aggressive Verteidigungen, die oft blitzen und damit in die falsche Richtung stürmen.

## Trap
Traps bezeichnen Runs, bei dem der Runningback eine Richtung antäuscht, dann aber in die andere läuft. Durch die Verzögerung ist ein Pull-Manöver des Backside-Guards der Offensive Line möglich, bei dem der Guard nicht wie gewöhnlich geradeaus blockt, sondern hinter der Line läuft, um dort den durchgelassen Defensive Tackle zu blocken. Im Gegensatz zum Counter ist der Trap ein Laufspielzug für kurze Distanzen, welche sich eher in die Mitte konzentriert. Beim Counter orientiert sich der Spielzug nach außen und kann auch für großen Raumgewinn sorgen. Traps funktioniert am besten gegen aggressive Verteidigungen, die oft blitzen und damit in die falsche Richtung stürmen, am besten nach einer Serie von Counterspielzügen oder Laufspielzügen nach außen.